# Fiumi dello Yukon

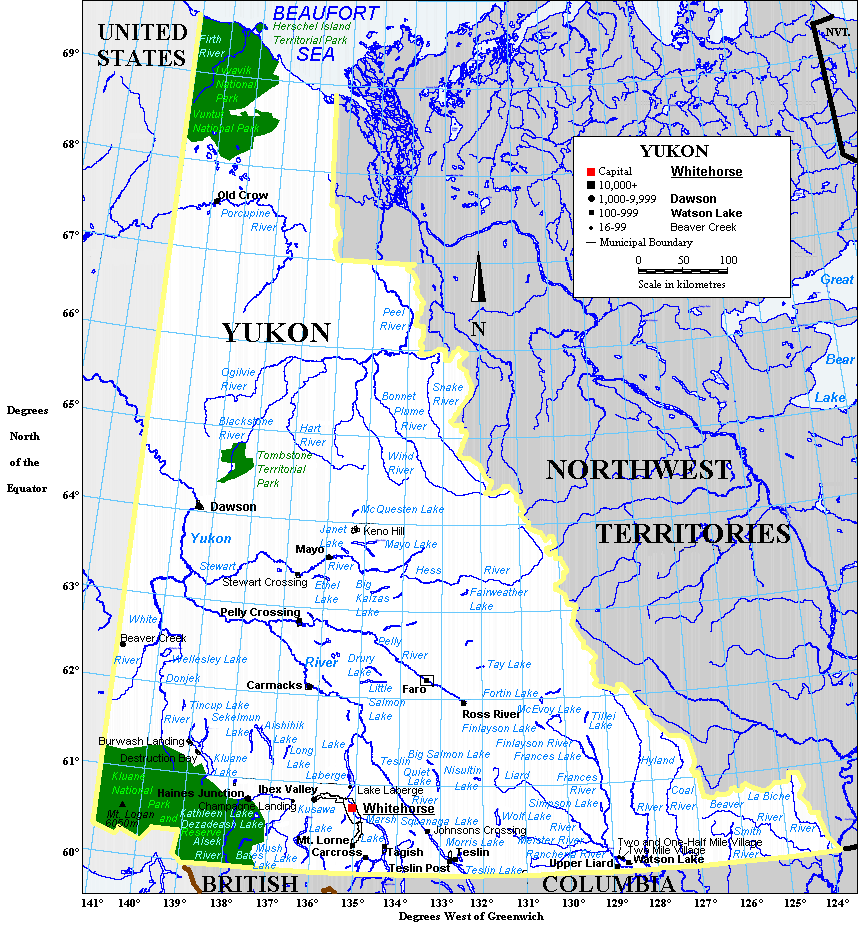
Mappa idrografica dello Yukon

Fra i maggiori fiumi dello Yukon vanno menzionati i seguenti: Aishihik, Alsek, Beaver, Big Creek, Big Salmon, Black River, Blackstone, Bonnet Plume, Dezadeash, Donjek, Firth, Giltana, Hart, Klondike, Liard, Macmillan, Nisling, Old Crow, Ogilvie, Peel, Pelly, Porcupine, Snake, Stewart, Tatshenshini, Teslin, White River, Wind, Yukon

## Bacino artico
Fiumi del bacino artico che sfociano nel mare di Beaufort
- Mackenzie
  - Liard
    - Rancheria
      - Little Rancheria River
      - Tootsee

    - Frances
    - Hyland
    - Coal
    - La Biche
    - Smith

  - Peel
    - Ogilvie
    - Blackstone
    - Hart
    - Wind
    - Bonnet Plume
    - Snake

  - Firth
  - Malcolm
  - Trail
  - Babbage
  - Blow

## Bacino del Mare di Bearing
Fiumi che sfociano nel mare di Bering
- Yukon
  - Marsh Lake
    - McClintock Creek
    - Tagish

  - Teslin
    - Lago Teslin
      - Nisutlin
        - Wolf

    - Dän Tàgé
    - Morley

  - Takhini 
  - Big Salmon
  - Nordenskiold
  - Pelly
    - Hoole
    - Ross River
    - Macmillan
      - South Macmillan River

  - Stewart
    - Beaver
    - Hess
    - McQuesten

  - White River
    - Donjek River
      - Kluane River
        - Kluane Lake
          - Slims River

      - Nisling River

  - Sixtymile River
  - Indian
  - Klondike
    - Bonanza

  - Fortymile River
  - Porcupine
    - Miner River
    - Fishing Branch
    - Bell River
      - Eagle River

    - Old Crow
    - Bluefish River

## Bacino pacifico
- Alsek
  - Kaskawulsh
    - Jarvis
    - Dusty
    - Disappointment River

  - Dezadeash
    - Kathleen
    - Aishihik
- Tatshenshini
  - Klukshu
  - Blanchard